# Allocosa exserta
Allocosa exserta là một loài nhện trong họ wolfspinnen (Lycosidae).
Loài này thuộc chi Allocosa. Allocosa exserta được Carl Friedrich Roewer miêu tả năm 1959.